# B2 (ånglok)
B2 var SJ:s littera på en ånglokstyp. Loken ägdes ursprungligen av Ystad–Eslövs Järnväg med nummer 13–15, men 1941 övertogs ägandet till SJ. Loken var i tjänst till och med 1949, då de ställdes av.